# X. Fliegerkorps
Das X. Fliegerkorps war ein Großverband der Luftwaffe, der im Zweiten Weltkrieg für Kampfaufgaben über See zuständig war.

## Geschichte

### Aufstellung
Ein im Mai 1939 durchgeführtes Planspiel für einen Luftkrieg gegen das Vereinigte Königreich führte im Sommer 1939 zur Bildung des Stabes eines Generals z. b. V. (zur besonderen Verwendung) bei der Luftflotte 2. Dieser Stab war zunächst nur als Ausbildungsstab für die geplanten Seekampfgeschwader der Luftwaffe gedacht und sollte außerdem die Erfordernisse des Luftkrieges über See durch landgestützte Luftstreitkräfte und ihre Zusammenarbeit mit den Marinefliegereinheiten und der Kriegsmarine untersuchen. Durch den am 1. September 1939 mit dem deutschen Überfall auf Polen, beginnenden Zweiten Weltkrieg wurde der Stab zu einem Führungsstab für Einsatzverbände im Luftkrieg über See umfunktioniert und am 3. September 1939 zur 10. Fliegerdivision erhoben. Die Aufstellung des X. Fliegerkorps erfolgte am 2. Oktober 1939 durch die Umbenennung der 10. Fliegerdivision. Das X. Fliegerkorps war ein Führungsstab, dem je nach seinem Auftrag Geschwader, Gruppen und Staffeln von Jagdflugzeugen, Jagdbombern, Sturzkampfbombern, Bombern und Aufklärern unterstellt wurden. Das X. Fliegerkorps seinerseits war entweder unmittelbar dem Oberkommando der Luftwaffe oder einer Luftflotte unterstellt.

### Überfall auf Dänemark und Norwegen
Der erste Einsatzraum des X. Fliegerkorps war im Winter 1939/40 der Nordseeraum im Kampf gegen die britische Royal Navy und gegnerische Handelsschifffahrt, wobei einige Dutzend Handelsschiffe beschädigt oder versenkt wurden. Im Frühjahr 1940 wurden dem Korps von der Luftwaffe alle für den Überfall auf Dänemark und Norwegen vorgesehenen Fliegerverbände unterstellt. Dort war das X. Fliegerkorps ab April 1940 tätig bei der Eroberung des Landes und der Bekämpfung alliierter Seeoperationen im Einsatz.
Dabei zeigte sich zum ersten Mal die Überlegenheit von Luftherrschaft über Seeherrschaft. Vereinfacht gesagt beherrschte die Luftwaffe durch das X. Fliegerkorps den Luftraum über dem norwegischen Seegebiet, während die Royal Navy die norwegische See beherrschte. Die Schiffsverluste durch die deutschen Flugzeuge machten ein ständiges Verbleiben der Royal Navy in norwegischen Gewässern unmöglich und so trug die deutsche Luftherrschaft im Kampfraum Norwegen sehr stark zum deutschen Erfolg bei.

### Luftschlacht um England
Bei der Luftschlacht um England unterstand das X. Fliegerkorps der Luftflotte 5 und war mit seinen fliegenden Verbänden im vom Deutschen Reich besetzten Südnorwegen und Dänemark stationiert. Unter Ausnutzung ihrer größten Reichweite war es den zweimotorigen Kampfflugzeugen der Typen Heinkel He 111 und Junkers Ju 88 und den zweimotorigen Zerstörerflugzeugen des Typs Messerschmitt Bf 110, allerdings nicht den einmotorigen Jägern vom Typ Messerschmitt Bf 109, möglich die britische Insel zu erreichen. Insbesondere in der Anfangsphase der Luftschlacht um England erfolgten Angriffe auf Nordengland und Schottland durch die Luftflotte 5.

### Einsatz im Mittelmeerraum
Um die Jahreswende 1940/41 wurde das X. Fliegerkorps von Norwegen nach Sizilien verlegt für den Kampf gegen britische Flotteneinheiten und gegnerische Handelsschiffe. Dafür wurde von einer Stukagruppe des Korps (II. Gruppe/Stukageschwader 2) besonders der Angriff auf Flugzeugträger mit Hilfe einer schwimmenden Attrappe eines Flugzeugträgers eingeübt. Schon am 10. und 11. Januar 1941 gelang ein erfolgreicher Angriff auf den britischen Konvoi Excess, der Nachschub für die britische Mittelmeerinsel Malta fuhr und den Flugzeugträger Illustrious, der sehr schwer beschädigt wurde.
Mitte Januar 1941 flog das X. Fliegerkorps schwere Luftangriffe auf die Hafenstadt La Valletta bei der Belagerung von Malta, die sowohl den Hafen als auch Schiffe trafen und die britische Flotte zwang, sich nach Alexandria in Ägypten zurückzuziehen, aber auch die Sturzkampfbomber des deutschen Fliegerkorps erlitten hohe Verluste bei den Angriffen.
Ab dem 29. Januar 1941 warfen Bomber des X. Fliegerkorps immer wieder Minen in den Suezkanal und behinderten dadurch den Schiffsverkehr im Kanal. Im Februar 1941 flog das Korps schwere Luftangriffe auf Malta, um ein britisches Eingreifen gegen das Übersetzen des Afrikakorps von Italien nach Libyen zu verhindern. Ab Juni 1941 war das X. Fliegerkorps in Griechenland stationiert, einem Einsatzraum, der in den nächsten zwei Jahren verhältnismäßig ruhig blieb.
Für die Eroberung der Dodekanes Inseln vor der Westküste der Türkei, nach der Kapitulation Italiens (Fall Achse) am 8. September 1943, wurde das X. Fliegerkorps durch Luftwaffenverbände aus dem Bereich des besetzten Frankreich, Deutschlands und der Sowjetunion verstärkt, womit eine Luftüberlegenheit gegenüber den britischen Truppen erreicht wurde, die die italienischen Inseln in der Ägäis, den Dodekanes, im September 1943 besetzt hatten. Bis Ende November 1943 war die Eroberung dieser Inseln und Samos durch die deutschen Truppen erfolgreich abgeschlossen.
Am 10. Februar 1944 wurde der Stab des X. Fliegerkorps geteilt: ein Teil verblieb in Griechenland und wurde mit dem Feldluftgau-Kommando XXIX zum Stab Kommandierender General der Deutschen Luftwaffe in Griechenland vereinigt, der verbleibende Teil wurde erst nach Angers in Westfrankreich verlegt und dort mit dem Stab Fliegerführer Atlantik zum X. Fliegerkorps vereinigt. Nach Beginn der alliierten Landung in der Normandie am 6. Juni 1944 griffen die wenigen Heinkel He 177-Bomber des Korps London insgesamt zwölfmal und Southampton dreimal an. Das Korps verlegte im August 1944 nach Deutschland, wo es am 5. September 1944 aufgelöst wurde.

## Personen

### Kommandierender General
| Dienstgrad          | Name            | Datum                               |
| ------------------- | --------------- | ----------------------------------- |
| General der Flieger | Hans Geisler    | 2. Oktober 1939 bis August 1942     |
| Oberst              | Alexander Holle | 1. Januar 1943 bis 22. Mai 1943     |
| General der Flieger | Martin Fiebig   | Mai 1943 bis September 1944         |
| Generalmajor        | Alexander Holle | 15. Juni 1943 bis 1. September 1944 |

### Chef des Stabes
| Dienstgrad      | Name                               | Datum                              |
| --------------- | ---------------------------------- | ---------------------------------- |
| Oberstleutnant  | Martin Harlinghausen               | 1. November 1939 bis 31. März 1941 |
| Generalleutnant | Ulrich Kessler                     | 25. April 1940 bis 21. Mai 1940    |
| Generalmajor    | Günther Korten                     | 1. April 1941 bis 1. April 1942    |
| Oberst          | Sigismund Freiherr von Falkenstein | 1. April 1942 bis März 1943        |
| Major           | Eckhard Christian                  | 8. März 1943 bis 2. Juni 1943      |
| Generalmajor    | Walter Boenicke                    | 2. Juni 1943 bis 15. Oktober 1943  |
| Major           | Ludwig-Adolf Fuchs                 | 15. Oktober 1943 bis 1. April 1944 |
| Oberst          | Ruprecht Heyn                      | September 1944                     |

### Erster Generalstabsoffizier
| Dienstgrad | Name             | Datum                             |
| ---------- | ---------------- | --------------------------------- |
| Hauptmann  | Eckard Christian | 8. März 1940 bis 2. Juni 1940     |
| Major      | Claus Hinkelbein | 9. Dezember 1940 bis 1. Juni 1941 |
| Major      | Ruprecht Heyn    | 15. Juni 1942 bis 6. Juli 1943    |

## Unterstellung
| Unterstellung                              | von            | bis            |
| ------------------------------------------ | -------------- | -------------- |
| Luftflotte 2                               | Oktober 1939   | April 1940     |
| ObdL                                       | April 1940     | Mai 1940       |
| Luftflotte 5                               | Mai 1940       | Dezember 1940  |
| ObdL                                       | Dezember 1940  | Dezember 1941  |
| Luftflotte 2                               | Dezember 1941  | 1. Januar 1943 |
| Luftflotte 2 und Luftwaffenkommando Südost | 1. Januar 1943 | 9. März 1943   |
| Luftwaffenkommando Südost                  | 9. März 1943   | 1. April 1944  |
| Luftflotte 3                               | 1. April 1944  | August 1944    |
| Luftflotte Reich                           | August 1944    | September 1944 |

## Unterstellte Verbände
| 9. April 1940 | |
| --- | --- |
| 9. April 1940 | Stab, I., II. und III./Kampfgeschwader 4; Stab, I., II. und III./Kampfgeschwader 26; Stab, I., II. und III./Kampfgeschwader 30; 1. und 2./Küsten-Flieger-Gruppe 506; 1./Küsten-Flieger-Gruppe 106; Lufttransportgruppe Land mit Kampfgruppe z. b. V. 101, 102, 103, 104, 105, 106, 107; Stab I., II., III. und IV./Kampfgeschwader z. b. V. 1; Kampfgruppe 100; I./Sturzkampfgeschwader 1; II./Jagdgeschwader 77; I./Zerstörergeschwader 76; 1./Fernaufklärungsgruppe 120 1./Fernaufklärungsgruppe 122; Kampfgruppe z. b. V. 108; Luftwaffen-Nachrichten-Abteilung 40; Feldluftgau z. b. V. 200; Feldluftgau z. b. V. 300; I./Fallschirmjäger-Regiment 1 |
| 10. Mai 1940 | |
| II./Kampfgeschwader 26; I./Kampfgeschwader 40; II./Jagdgeschwader 77; 2./Zerstörergeschwader 76; 2./Nahaufklärungsgruppe 10; Kampfgruppe z. b. V. 108; Wettererkundungskette X. Fliegerkorps; Kurierstaffel X. Fliegerkorps; Luftwaffen-Nachrichten-Abteilung 40 | |
| 13. August 1940 | |
| Stab, I. und III./Kampfgeschwader 26; Stab, I. und III./Kampfgeschwader 30; I./Zerstörergeschwader 76; Stab, I. und II./Jagdgeschwader 77; Küsten-Flieger-Gruppe 506; 3./Fernaufklärungsgruppe Ob.d.L.; 1./Fernaufklärungsgruppe 120; 1./Fernaufklärungsgruppe 121; Fernaufklärungsgruppe 22; Wettererkundungskette X. Fliegerkorps; Luftwaffen-Nachrichten-Abteilung 40 | |
| 22. Juni 1941 | |
| Fliegerführer Afrika; III./Lehrgeschwader 1; I./Sturzkampfgeschwader 1; II./Sturzkampfgeschwader 2; III./Zerstörergeschwader 26; I./Jagdgeschwader 27; 7./Jagdgeschwader 26; I./Nachtjagdgeschwader 3; 2./Fernaufklärungsgruppe 123; Stab, I. und II., 11. und 12./Lehrgeschwader 1; II./Kampfgeschwader 26; Stab und I./Sturzkampfgeschwader 3; Stab, I., II. und III./Kampfgeschwader z. b. V. 1, Kampfgruppe z. b. V. 172; Aufklärungsgruppe 126; Luftwaffen-Nachrichten-Abteilung 40 | |
| 28. Juni 1942 | |
| Stab, I. und II./Lehrgeschwader 1; Aufklärungsgruppe 126; II./Kampfgeschwader 100; 2./Fernaufklärungsgruppe 123; Jagdkommando Kreta; Kurierstaffel X. Fliegerkorps; Luftwaffen-Nachrichten-Abteilung 40 | |
| 10. November 1943 | |
| Stab, I. und II./Lehrgeschwader 1; Stab und III./Schlachtgeschwader 3; Stab, I. und II./Transportgeschwader 4; Nachtaufklärungsgruppe 2; Seeaufklärungsgruppe 126; II./Kampfgeschwader 51; 15./Kampfgeschwader 53; 5./Kampfgeschwader 100; 11./Zerstörergeschwader 26; 2./Fernaufklärungsgruppe 122; 2./Fernaufklärungsgruppe 123; 2./Seeaufklärungsgruppe 125; 1. Seetransportstaffel                                                                                                   | |
| 6. Juni 1944 | |
| Stab, I., II., und III./Kampfgeschwader 40; Fernaufklärungsgruppe 5; Verbindungsstaffel X. Fliegerkorps; Kurierstaffel X. Fliegerkorps; Luftwaffen-Nachrichten-Abteilung 40 | |

Anmerkungen
1. ↑  Bedeutung der Abkürzungen, siehe Organisation der Geschwader